# Jean-Marie Gorez
Jean-Marie Gorez (* 8. Mai 1945 in Naast) ist ein ehemaliger belgischer Radrennfahrer und nationaler Meister im Radsport.

## Sportliche Laufbahn
Gorez hatte als Amateur bereits eine Reihe von Rennen gewonnen, als er 1966 mit 21 Jahren belgischer Meister im Straßenrennen wurde. Nach zwei Etappensiegen beim Circuit des Mines in Frankreich wurde er in die belgische Auswahl für die Internationale Friedensfahrt 1967 berufen. Er gewann dort die 11. Etappe vor seinem Landsmann Pol Mahieu und wurde 63. des Gesamtklassements. Noch 1967 wurde er Berufsfahrer im französischen Team Pelforth-Sauvage-Lejeune, in dem Jan Janssen Kapitän war. Nach drei weniger erfolgreichen Jahren beendete er seine Laufbahn, da er kein Vertragsangebot für ein Radsportteam mehr erhielt.